# Yoncalı-Inschrift
Die assyrische Yoncalı-Inschrift bei Yoncalı (Landkreis Bulanık der Provinz Muş) am westlichen Ende der Ebene von Bulanık-Malazgirt wurde im Auftrag des assyrischen Herrschers Tiglat-pileser I. angebracht. Er bezeichnet sich hier als der Eroberer von Nairi von Tumme nach Daiaeni, Eroberer von Habhi bis zum Großen Meer.
"ka-šid KUR.KUR na-i-ri iš-tu KURtu-um-mi a-[di] KURda-ia-ni ka-šid [KUR] hab-hi a-di A.AB.BA GAL-te."
Russell nimmt an, dass die Inschrift entweder in Nairi oder an dem Ort der Schlacht gegen die vereinigten Könige von Nairi errichtet wurde, weist aber darauf hin, dass die Inschriften Tiglat-pilesers oft einfach formularisch ältere Vorlagen übernehmen und sich nicht immer unbedingt in der Nähe der Orte befinden, die in der Inschrift erwähnt werden (vgl. Tigris-Tunnel).
Charles Burney nimmt an, dass die Schlacht unweit von der Inschrift, also in der Malazgirt-Ebene stattfand. Ob Yoncalı in Tumme oder Daiaen lag, ist aber unklar.
Der georgische Assyriologe Gregor A. Melik'išvili liest die hier mit hab-hi transkribierte Stelle als quil-hi (Kilchi) und setzt dieses mit dem Land Qulḫa der urartäischen Quellen und der Kolchis der Griechen gleich. Damit entspräche das „Große Meer“ dem Schwarzen Meer. Dies ist jedoch schon wegen der dann durch das assyrische Heer zurückzulegenden Entfernungen sehr unwahrscheinlich.